# Женщина из Эллинга

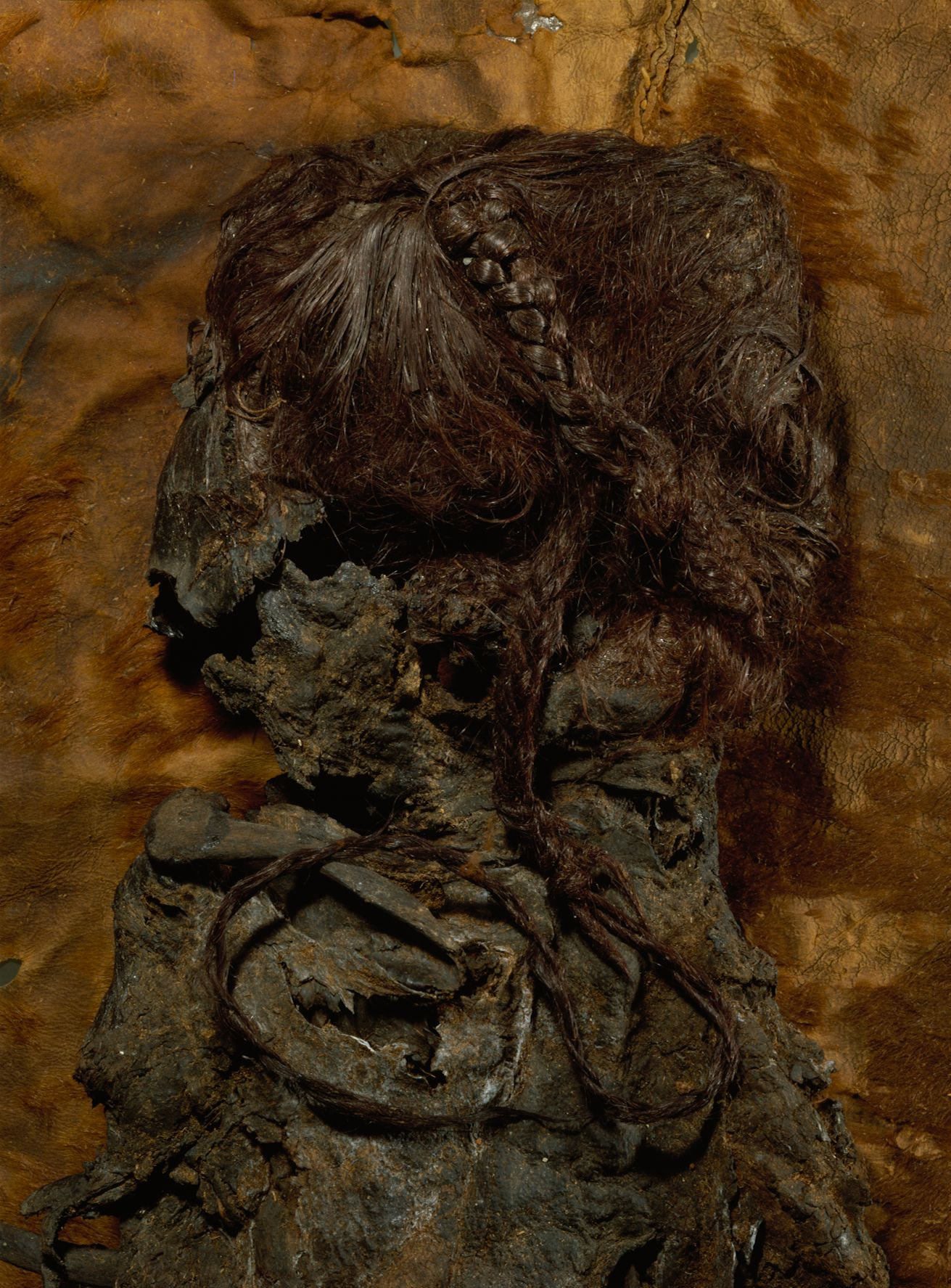
Женщина из Эллинга

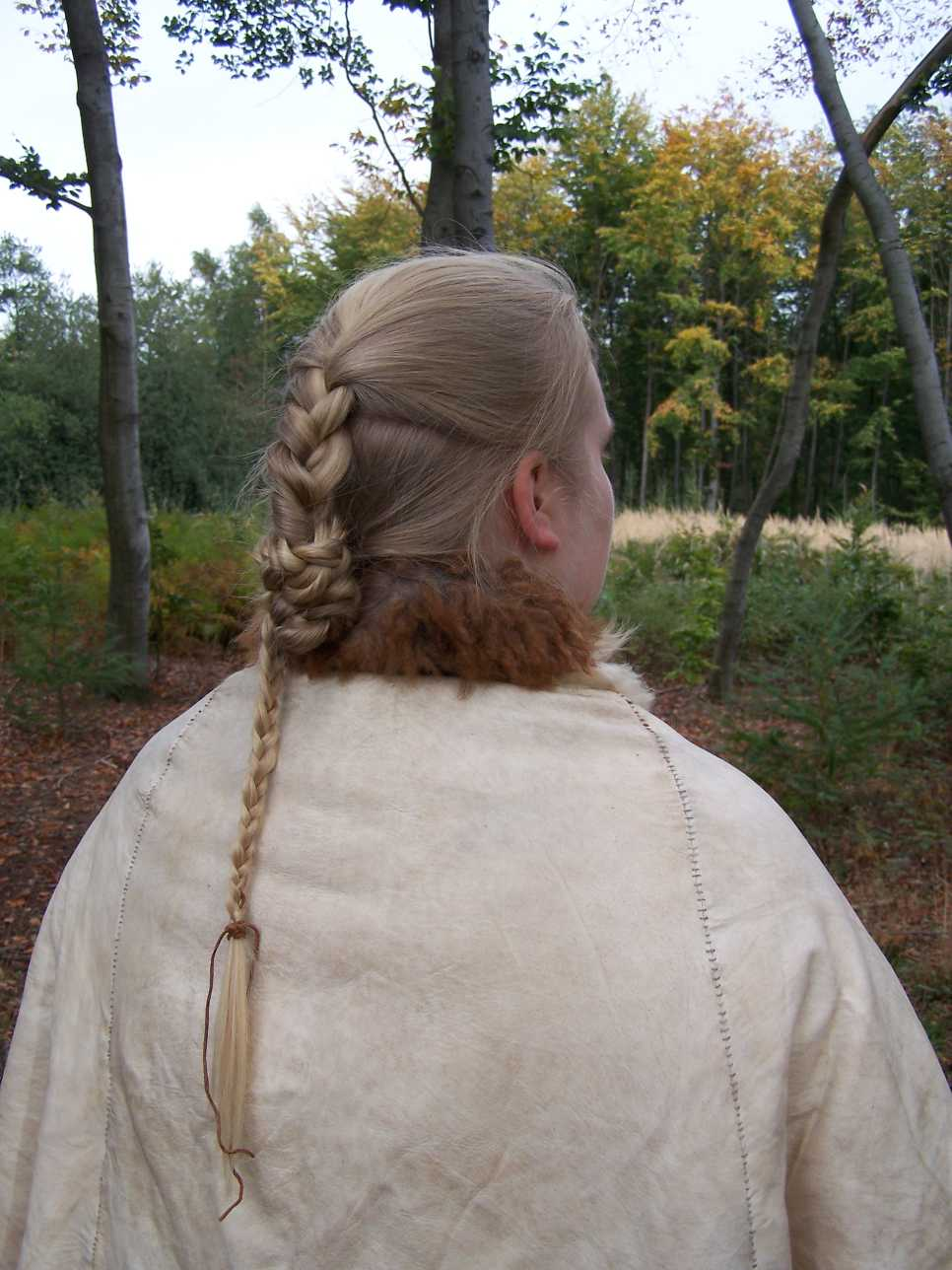
Реконструированная прическа женщины из Эллинга

Женщина из Эллинга (дат. Ellingkvinden) — условное обозначение женщины, умершей в эпоху железного века и погребённой в торфяном болоте в окрестностях Силькеборга, Дания. Является одним из наиболее хорошо сохранившихся болотных тел.

## Описание
Женщину из Эллинга нашёл в 1938 году крестьянин-датчанин во время работ по добыче торфа в местном болоте. О находке он оповестил учёных, и тело было перевезено для изучения в Копенгаген. Хотя относительно хорошо сохранилась только задняя часть тела и, в особенности волосы на голове, было установлено, что труп принадлежит женщине.
В 1930-х годах ещё не было разработано методов для датировки подобных находок, поэтому женщина из Эллинга долгое время пролежала в запасниках Национального музея Дании. Полномасштабные исследования её тела начались только в 1976 году. Изучение зубов на рентгеновских снимках помогло установить, что она умерла в возрасте около 25 лет, а с помощью радиоуглеродного анализа учёные определили и приблизительное время смерти — около 280 года до н. э. Скорее всего женщина из Эллинга была задушена или повешена — на её шее остался след от кожаного шнура, обнаруженного в том же болоте. Её длинные волосы (около 90 см) были заплетены в косу и уложены в достаточно сложную причёску.
Сохранившаяся одежда женщины состояла из накидки, которая была пошита из четырёх кусков овчины, соединённых очень аккуратными стежками. Её длина доходила до бёдер. Вероятно, на женщине была и другая одежда, однако, скорее всего, она была соткана из растительных волокон и полностью истлела. В пользу этого предположения говорит и тот факт, что вокруг её талии был повязан плетёный пояс из овечьей шерсти длиной 67 см и шириной 4—5 см.
В настоящее время тело женщины из Эллинга находится в экспозиции музея Силькеборга.